# Мікаела фон Габсбург
Мікаела фон Габсбург (нім. Michaela von Habsburg), повне ім'я Мікаела Марія Маделіна Кіліана Єлизавета Габсбург-Лотаринзька (нім. Michaela Maria Madeleine Kiliana Elisabeth Habsburg-Lothringen; нар. 13 вересня 1954) — австрійська ерцгерцогиня з династії Габсбургів, донька титулярного імператора Австрії Отто та принцеси Регіни Саксен-Майнінгенської. Фотографка та історикиня.

## Біографія
Мікаела та її сестра-близнючка Моніка народились 13 вересня 1954 у місті Вюрцбург в Баварії в родині титулярного імператора Австрії, короля Чехії, Хорватії, Богемії, Галичини та Володимерії Отто Габсбурга та його дружини Регіни Саксен-Майнінгенської. В сім'ї вже росла донька Андреа, а згодом з'явилися молодші: Габріела, Вальбурга, Карл та Георг.
Мікаела виросла бунтівницею, рано пішла з дому і переїхала до Нью-Йорку. Наприкінці 70-х, як вільна фотографка, перебувала в Токіо. Працювала у світі моди, згодом випустила власну ювелірну колекцію. Стала історикинею і дослідницею власної династії. 
У 29 років одружилася з 63-річним Еріком Альба-Теран д'Антеном. Весілля пройшло 14 січня 1984 року в містечку Антон в Панамі. У шлюбі народила троє дітей.
1994-го розлучилася із чоловіком і одружилася з графом Губертом Йозефом фон Кагенеком. Шлюбна церемонія пройшла у Флориді 22 жовтня 1994. Нащадків від другого шлюбу не має.

## Родина
Чоловік — Ерік Альба-Теран д'Антен
Діти:
- Марк Хуан (нар.1984) — одружений з Трішею Джонстон;
- Карла Регіна (нар.1987)
- Джастін Крістофер (нар.1989)